# Монорельс Тибы
Монорельс Тибы (яп. 千葉都市モノレール Тиба тоси монорэ:ру) — монорельсовая линия в японском городе Тиба, столицы одноимённой префектуры. Монорельс построен компанией Mitsubishi Heavy Industries по технологии компании SAFEGE.

## История
Компания была основана 20 марта 1979 года, основные инвесторы  —  город Тиба и одноименная префектура.
Первый 8-километровый участок (нынешняя вторая линия) был открыт для эксплуатации 28 марта 1988 года. Через одиннадцать лет, 24 марта 1999 года, были открыты оставшиеся участки, так монорельс приобрёл свой нынешний вид. Были предложены продлить первую линию на пять станций протяженностью 3,4 километра, от станции Кентё-маэ до муниципальной больницы Тиба Аоба. Однако в 2004 году комитет по оценке пришел к выводу, что в продлении нет необходимости, и предложил закрыть недостаточно используемый сегмент от станции Тиба до станции Кентё-маэ. Рассматривается альтернативное продление на 2 километра до Университета Тибы.

## Линии
Насчитываются две линии: первая линия от станции Тибаминато до станции Кентё-маэ, и вторая линия от станции Тиба до станции Тисиродай. Есть пересадка между линиями.